# Wolfshoek (Eersel)
Wolfshoek is een buurtschap in de gemeente Eersel in de Nederlandse provincie Noord-Brabant. De buurtschap ligt één kilometer ten oosten van het dorp Knegsel. Ten noorden van Wolfshoek stroomt het beekje de Poelenloop. Ten zuiden van de buurtschap ligt het bosgebied de Wolfhoeksche Heide.
Wolfshoek wordt genoemd in een document van 9 maart 1350, waarin hertog Jan III van Brabant het bestaan van de gemeynt van Veldhoven bevestigd. Een gemeynt is een stuk gemeenschappelijk gebruikte woeste grond. Als gebruikers van de woeste grond worden vermeld onse luyden van Velthoven, van Steensel, van Sittert (de huidige buurtschap Zittard) en van Wolfshoven.
Hoofdplaats: Eersel      Overige dorpen: Duizel · Knegsel · Steensel · Vessem · Wintelre

Buurtschappen en gehuchten: Bijsterveld · Boksheide · De Hees · De Hoef · Donk · Driehuis · Driehuizen · Het Heike · Hoekdries · Hoogstraat · Kreiel · Maaskant · Meer · Meerven · Molenveld · Mosik · Mostheuvel · Rietven · Schadewijk · Scherpenering · Sneidershoek · Spijkert · Stevert · Stokkelen · Veneind · Wolfshoek

Voormalige gemeenten: Duizel en Steensel · Vessem, Wintelre en Knegsel

Noord-Brabant: Steden en dorpen      Nederland: Provincies · Gemeenten